# Spatalla barbigera
Spatalla barbigera är en tvåhjärtbladig växtart som beskrevs av Richard Anthony Salisbury och Joseph Knight. Spatalla barbigera ingår i släktet Spatalla och familjen Proteaceae. Inga underarter finns listade i Catalogue of Life.